# Chân chim Hạ Long
Chân chim Hạ Long (danh pháp khoa học: Heptapleurum alongense) là một loài thực vật có hoa trong họ Araliaceae. Loài này được René Viguier miêu tả khoa học đầu tiên năm 1909 dưới danh pháp Schefflera alongensis. Năm 2020, Porter P. Lowry II và Gregory M. Plunkett phục hồi chi Heptapleurum và chuyển nó sang chi này.

## Phân bố
Loài này là đặc hữu các đảo đá trong vịnh Hạ Long, Việt Nam. Môi trường sống là cách vách đá dựng đứng.